# Frederick Newberry
Frederick H. Newberry (geboren am 15. November 1941 in Detroit) ist ein amerikanischer Literaturwissenschaftler, der besonders mit Arbeiten zu Nathaniel Hawthorne hervorgetreten ist.

## Laufbahn
Newberry wuchs in Burbank (Kalifornien) auf. Er studierte zunächst an der University of Redlands (B.A. 1964, M.A. 1969), später Amerikanistik an der Washington State University (Ph.D. 1977). Seine Lehrtätigkeit begann er 1976 als Dozent an der University of California, Los Angeles. 1977 wechselte er als Assistenzprofessor zur University of Oregon. 1986 wurde er Professor für amerikanische Literatur an der Duquesne University. 2012 wurde er emeritiert. Sein Forschungsschwerpunkt ist die amerikanische Literatur des 19. Jahrhunderts, die meisten seiner Publikationen haben die Werke Hawthornes zum Gegenstand. 

## Publikationen
Monographien
- Hawthorne's Divided Loyalties: England and America in His Works. Fairleigh Dickinson University Press, Rutherford NJ 1987. ISBN 0838632742

Aufsätze (Auswahl)
- ‚The Gray Champion‘: Hawthorne's Ironic Criticism of Puritan Rebellion. In: Studies in Short Fiction 13, 1976. S. 363–70.
- Tradition and Disinheritance in ‚The Scarlet Letter‘. In: ESQ: A Journal of the American Renaissance 23, 1977. S. 1–26.
- The Demonic in "Endicott and the Red Cross". In: Papers on Language and Literature 13, 1977. S. 251–259.
- A Note on the Horror in James's Revision of Daisy Miller. In: The Henry James Review 3:3, 1982. S. 229–232.
- A Red-Hot A and a Lusting Divine: Sources for The Scarlet Letter. In: The New England Quarterly 60:2, 1987. S. 256–264.
- The Biblical Veil: Sources and Typology in Hawthorne's "The Minister's Black Veil". In: Texas Studies in Literature and Language 31:2, 1989. S. 169–195.
- Fantasy, Reality and Audience in Hawthorne's "Drowne's Wooden Image". In: Studies in the Novel 23:1, 1991. S. 28–45.
- "The Artist of the Beautiful": Crossing the Transcendent Divide in Hawthorne's Fiction. In: Nineteenth-Century Literature 50:1, 1995. S. 78–96.